# Тмутаракан
Тмутаракан (старорус.: Тъмуторокань) е някогашен град на територията на днешна Русия, съществувал от около 6 век пр.н.е. до 14 век.
Разположен е на източния бряг на Керченския пролив, на Таманския полуостров, при днешния Таман на няколко километра западно от Фанагория.
Градът е основан като гръцка колония под името Хермонаса и е един от търговските центрове в границите на Боспорското царство. Разрушен е от хуните през 4 век, но изглежда се възстановява малко по-късно. През 7 век хазарите построяват там крепостта Таматарха, наричана в арабските източници Самкарш ал-Яхуд, заради значителното си еврейско население. Като част от Хазарския хаганат градът достига своя най-голям разцвет благодарение на международната търговия.
В края на 10 век градът попада под управлението на Киевска Рус. Откъснат географски от ядрото на държавата, Тмутаракан е управляван като полунезависимо владение от представители на династията на Рюриковичите. Със завладяването на степите от куманите през 12 век той е окончателно изолиран от руските княжества и постепенно запада, като последното му споменаване е от 1378 година.